# The Maltese Falcon (film 1931)
The Maltese Falcon è un film thriller del 1931 diretto da Roy Del Ruth e interpretato da Ricardo Cortez, nella parte di Sam Spade, e da Bebe Daniels in quella di Ruth Wonderly: si tratta della prima versione cinematografica del romanzo di Dashiell Hammett che nel 1941 verrà portato sullo schermo da John Huston, con Humphrey Bogart e Mary Astor, e con il titolo Il mistero del falco.

## Trama
A San Francisco, l'investigatore privato Sam Spade e il collega Miles Archer ricevono la visita di Ruth Wonderly, che li incarica di seguire Floyd Thursby, il quale, secondo la cliente, sarebbe scappato insieme alla sorella di quest'ultima. I due accettano il lavoro in quanto ben pagato, nonostante non credano alla storia raccontata loro dalla Wonderly.
Più tardi, durante la notte, il detective della polizia Tom Polhaus informa Spade che Archer è stato ucciso con un colpo di pistola mentre stava pedinando Thursby. In seguito a tale avvenimento, Spade chiede di esaminare il cadavere sulla scena del crimine. Dopo aver portato a termine l'esame sul corpo dell'ex collega, ha una breve conversazione in cinese con un uomo fermo in un atrio; in seguito, Polhaus e il suo superiore Dundy vanno a trovare Spade nel suo appartamento. Thursby, nel frattempo, è stato ucciso e i due vogliono sapere dove si trovava Spade nelle ultime ore, evidentemente sospettandolo dell'omicidio di Thursby, per vendicare la morte del suo socio. Senza nessuna prova schiacciante contro Spade, se ne vanno.
Il giorno dopo Spade chiama Ruth Wonderly per provare a scoprire le vere ragioni dell'incarico affidatogli. La donna ricorre a svariati trucchi per far sì che Spade continui a lavorare sul caso, nonostante i due omicidi, ma senza successo. Alla fine, Spade riesce a scoprire solo che Thursby era complice della donna, la quale però non si fidava più di lui e adesso pensa di essere in pericolo. Non riuscendo a comprendere cosa la Wonderly cercasse di ottenere insieme a Thursby, Spade tenta di allontanarsi frustrato, ma ci ripensa. Ottiene 500 dollari dalla Wonderly, teoricamente gli ultimi a sua disposizione, poi se ne va.
In ufficio, Spade ordina alla segretaria Effie di far rimuovere il nome di Archer dalla porta,  quindi riceve la visita del dottor Joel Cairo, il quale gli offre 5.000 dollari per ritrovare la statuetta smaltata di un uccello nero, che sta provando a restituire al "legittimo proprietario". Completamente all'oscuro riguardo all'oggetto, Spade gli dà corda, riducendo Cairo all'impotenza quando questi estrae una pistola e prova a perquisirlo e a ispezionare l'ufficio. Ad ogni modo, Spade acconsente a provare a ritrovare la statuetta.
La mattina seguente, mentre la Wonderly è ancora addormentata, Spade ruba di soppiatto la chiave e perquisisce minuziosamente il suo appartamento senza alcun risultato. Tornato a casa, Spade riceve la visita di Iva Archer, la moglie di Miles. Spade cerca di liberarsi in fretta della donna che, tuttavia, si accorge della presenza della Wonderly sulla soglia della camera da letto ed esce stizzita, minacciando di spifferare tutto al tenente Dundy.
Spade riceve una nota proveniente da Casper Gutman, che lo invita a casa sua per una chiacchierata a proposito del falcone. Tra un drink ed un sigaro, Spade apprende la storia ed il valore della statuetta, incastonata di pietre preziose e ricoperta con della vernice. Scopre, inoltre, che Gutman stesso è la mente che ha progettato il tentato furto. Spade, mentendo, riferisce a Gutman che per una somma adeguata può rintracciare la statuetta in un paio di giorni, pertanto i due stringono un patto che Gutman sigilla con 1000 dollari. Solo allora, Cairo fa il suo ingresso e trae in disparte Gutman per rivelargli che Spade non è in possesso del falcone, che si trova invece nelle mani del capitano Jacoby, in arrivo quella stessa notte a bordo della nave La Paloma, proveniente da Hong Kong. Gutman riesce quindi a introdurre di soppiatto del narcotico nel drink di Spade e si riprende i suoi 1000 dollari.
Più tardi, Spade torna nel suo ufficio e trova Effie addormentata alla scrivania. Improvvisamente un uomo entra barcollando, stramazza al suolo e muore. Si tratta del capitano Jacoby, che aveva con sé il prezioso oggetto in una valigetta. Spade la lascia in un deposito bagagli e si invia la ricevuta per posta. Convocato dal procuratore distrettuale a causa della testimonianza resa da Iva Archer, Spade resta sulla difensiva e gli vengono concesse 24 ore di tempo per chiudere il caso e consegnare i veri killer alle autorità.
La Wonderly attira Spade nel suo appartamento, dove Cairo e Gutman lo attendono con la pistola spianata. Venuto a conoscenza del fatto che Spade è ora proprietario del falcone, Gutman gli dà una busta contenente i 1000 dollari. Spade, tuttavia, insiste nel chiedere che si trovi un capro espiatorio che si dichiari colpevole degli omicidi di Archer, Thursby e Jacoby, suggerendo come candidato il sicario di Gutman, Wilmer Cook. Gutman respinge l'idea e, a quel punto, Spade propone Joel Cairo. Quest'ultimo controbatte dicendo che Spade è stato pagato. Si siedono tutti, aspettando l'alba, e Spade sostiene di poter trovare lui il capro espiatorio. Quando la Wonderly si allontana per preparare il caffè e dei panini, Gutman l'accusa di aver rubato una banconota dalla busta, invitando Spade a perquisirla. Quando constata che non ha alcuna banconota, accusa Gutman di averla nascosta e quest'ultimo lo ammette. Ormai in situazione di vantaggio, Spade comunica a Gutman che sarà Wilmer il capro espiatorio, mentre Cairo e Gutman bisbigliano. Pungolato da Spade, Wilmer impugna la pistola e Spade lo stende, quindi anche Cairo e Gutman approvano la proposta di Spade. In seguito, il detective chiama Effie, chiedendole di portargli in mattinata la valigetta contenente il falcone. Gutman gli spiega come Wilmer abbia ucciso Thursby e Jacoby.
All'arrivo della borsa, Wilmer scappa dalla finestra mentre i cospiratori stanno freneticamente aprendo la valigetta ed esaminando il falcone. Si accorgono immediatamente che si tratta di un falso e che sono stati ingannati dal precedente proprietario. Gutman e Cairo decidono di effettuare un ulteriore tentativo di furto. Mentre stanno lasciando la stanza, Gutman si riappropria dei suoi 1000 dollari tenendo Spade sotto tiro.
Questi si rivolge immediatamente al detective Polhaus e gli dice di prelevare Gutman, Cairo e Wilmer: la pistola di Wilmer verrà fornita come prova. Scontrandosi con la Wonderly, Spade l'accusa di aver ucciso Archer per far ricadere i sospetti su Thursby con lo scopo di metterlo fuori gioco. La donna conferma e Spade le comunica che anche lei sarà accusata di omicidio, nonostante tra i due sia nato l'amore.
Quando Dundy e Polhaus sopraggiungono, rivelano che Wilmer ha assassinato Gutman e Cairo prima di essere stato arrestato. Spade fornisce ai due la pistola di Wilmer, li informa che l'omicidio di Archer è stato compiuto dalla Wonderly e li invita a portarla via. Solo in seguito si apprende da un quotidiano che Spade “ha fatto scalpore durante il processo, presentando come testimone Lee Fu Gow, mercante cinese, unico testimone oculare dell'omicidio di Archer che identifica Miss Wonderly come l'assassina".
Spade visita la Wonderly in prigione per riferirle che è stato promosso investigatore capo dell'ufficio del procuratore distrettuale. Spade raccomanda alla direttrice della prigione di trattare bene la Wonderly e di farle avere tutto ciò che desidera. Quando la direttrice chiede chi si farà carico delle spese per questo trattamento di favore, Spade le dice di inviare i conti all'ufficio del procuratore distrettuale: “Darò l'autorizzazione personalmente”.

## Produzione
Anche se il film è il primo delle tre versioni filmiche tratte dal romanzo di Dashiell Hammett, non rappresenta il primo adattamento cinematografico di storie scritte dall'autore americano. Sia Piombo e sangue (Red Harvest, 1929) che Le vie della città (City Streets, 1931) sono basate su altrettanti racconti di Hammett e vedono nel cast Gary Cooper e Sylvia Sidney.

## Curiosità
Titoli provvisori del film in questione furono All Women, A Woman of the World e Dangerous Female.
Il film ricalca piuttosto da vicino la trama del libro, così come l'adattamento del 1941, che parte dalla sceneggiatura del film precedente, rivisitata e spogliata dalle scene non più adatte alla cultura del tempo. I dialoghi di entrambi i film, molto spesso, sono presi testualmente dal romanzo.
Tuttavia, sono presenti differenze tra i due adattamenti. Il tenore del film del 1931 è più leggero, con un ritmo meno scandito. Inoltre, essendo il film precedente al Codice Hays, vi sono molteplici riferimenti a situazioni sessualmente ambigue. In una scena compare Babe Daniels nuda nella doccia, in un'altra viene spogliata durante una perquisizione. Sin dalla prima scena, nella quale si scorge una donna intenta a rimettersi a posto le calze uscendo dall'ufficio di Spade, si riscontrano numerosi richiami ai coinvolgimenti erotici di Spade con vari personaggi femminili. Inoltre, il film non rifugge il tema dell'omosessualità: il giovane e aitante Wilmer è chiamato apertamente “il ragazzo di Gutman”, con un aperto riferimento ad una presunta relazione omosessuale fra i due; Effie definisce Cairo “splendido” in presenza di Spade. Lo stesso detective spesso prende in giro un poliziotto che non sopporta appellandolo “amore”, “caro” e “tesoro”.

## Censura ed adattamenti successivi
Nel 1936 la Warner Bros. tentò di far uscire nuovamente il film, ma, secondo i rigidi dettami del Codice Hays, l'approvazione venne negata ed il film bollato come lascivo. Per decenni, le uniche copie del film presenti negli Stati Uniti erano conformi a questi canoni. Ciò spinse la Warner Bros. a produrne nel 1936 una nuova versione intitolata Satan Met a Lady, con Bette Davis, con molti elementi della storia che differiscono dal primo film.
Nel 1941, venne prodotto un ulteriore e più serio adattamento, diretto da John Huston e interpretato da Humphrey Bogart, che finirà per essere considerato un "classico" del genere.
Quando le maglie della censura si allentarono, il film del 1931 venne intitolato negli Stati Uniti A Dangerous Female, per evitare confusioni con il remake del 1941 che, precedentemente, era l'unica versione del romanzo rintracciabile con il nome originale. Numerosi adattamenti si sono susseguiti negli anni, incluso quello del 1975 sotto forma di parodia, L'uccello tutto nero, dove Sam Spade junior (interpretato da George Segal), eredita l'agenzia investigativa del padre.